# Mary Wineberg
Mary Danner-Wineberg, ameriška atletinja, * 3. januar 1980, Brooklyn, New York, ZDA.
Nastopila je na poletnih olimpijskih igrah v leta 2008 in osvojila naslov olimpijske prvakinje v štafeti 4×400 m, v teku na 400 m se je uvrstila v polfinale.